# Талик

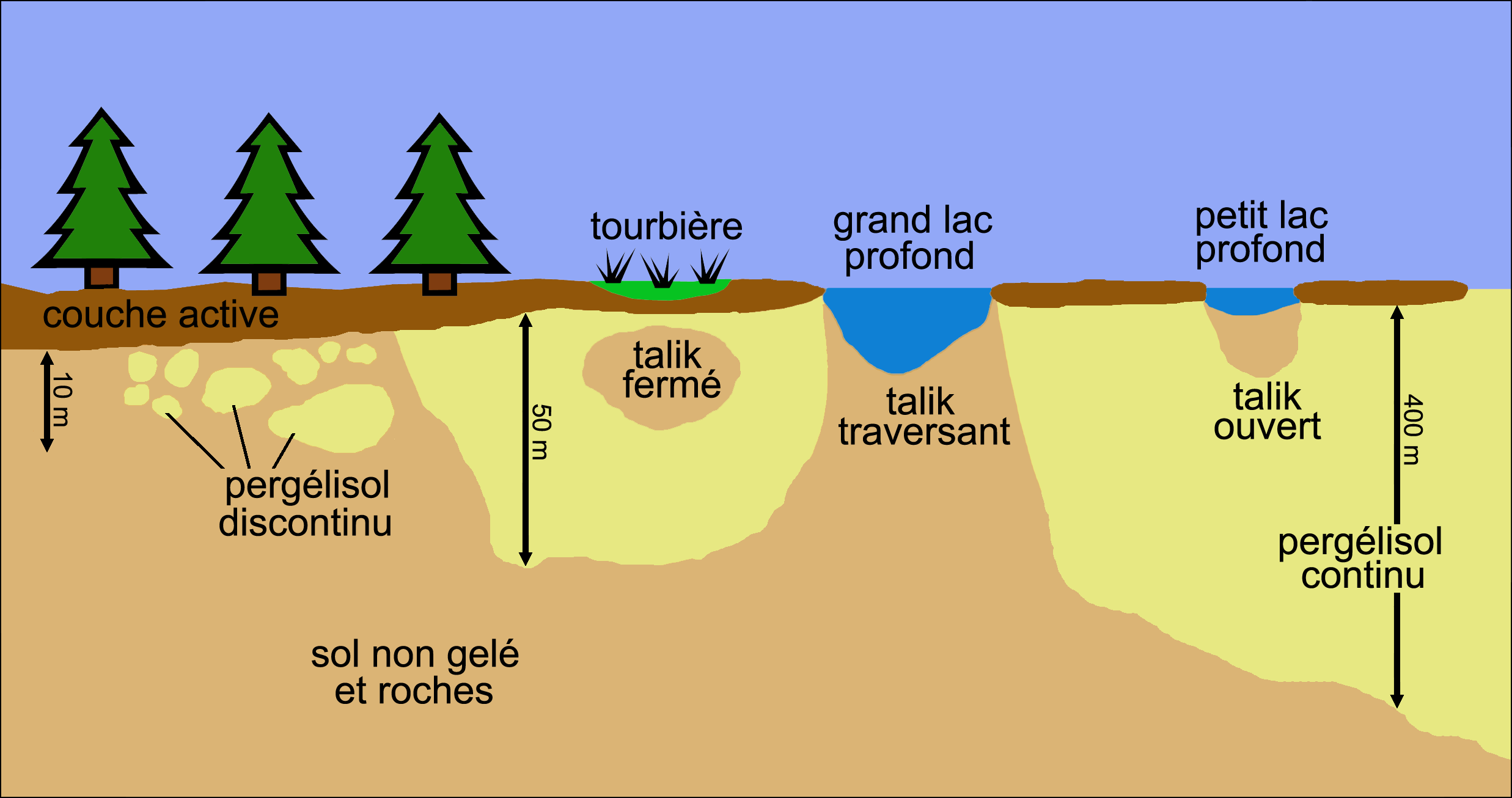
Талики

Та́лик — участок незамерзающей породы среди многолетней мерзлоты, распространяющийся вглубь от поверхности или от слоя сезонного промерзания. Различают сквозные талики, пронизывающие толщу вечной мерзлоты насквозь, и несквозные или ложные, то есть замкнутые снизу. Слово «талик» («talik») вошло в международную географическую терминологию.
Талики могут быть различного происхождения, в частности:
- Радиационно-тепловые талики — образуются в результате отепляющего воздействия таких природных факторов, как повышенная солнечная радиация (радиационные талики), скапливание толстого слоя снега (тепловые талики) или инфильтрация атмосферных осадков (дождевально-радиационные талики). Талики этих типов существуют в основном вдоль южной границы зоны вечной мерзлоты.

- Гидрогенные талики — существуют вследствие отепляющего влияния рек (подрусловые и пойменные талики), морей (субмаринные талики), озёр (подозёрные талики[2]) и других водоёмов. Гидрогенные талики обнаруживаются по всей зоне вечной мерзлоты.

- Вулканогенные талики — образуются в результате вулканической активности.

- Техногенные талики — обязаны своим существованием деятельности человека.